# Sekundární infekce
Sekundární infekce je infekce, která je komplikací jiného onemocnění (resp. poranění). Často k ní dochází u onemocnění oslabujících imunitní systém (např. AIDS), u poranění, která nebyla dostatečně ošetřena, nebo u chorob kůže a sliznic, které narušují jejich krycí a ochrannou funkci. Někdy mohou být mnohem nebezpečnější než původní zdravotní problém.